# Burg Stahleck (Lichtenstein)
Burg Stahleck bezeichnet eine abgegangene Höhenburg auf einem 711 m ü. NN hohen Bergsporn über dem Echaztal, etwa zwei Kilometer nordwestlich der Kirche des Dorfes St. Johann-Ohnastetten im Landkreis Reutlingen in Baden-Württemberg.
Die Burg wurde im Jahre 1254 mit „Konrad von Stahleck“ erstmals indirekt erwähnt. Sie war möglicherweise im Besitz der Herren von Greifenstein, da sie aber im Reichskrieg (1311–1312) nicht mit den anderen Greifensteiner Burgen zerstört wurde, erscheint dies fraglich. 
Von der ehemaligen Burganlage ist heute nur noch der Burggraben erkennbar. Bei Grabungen wurden 2021 auf der Burgstelle Fundamente eines steinernen Wohnhauses gefunden.

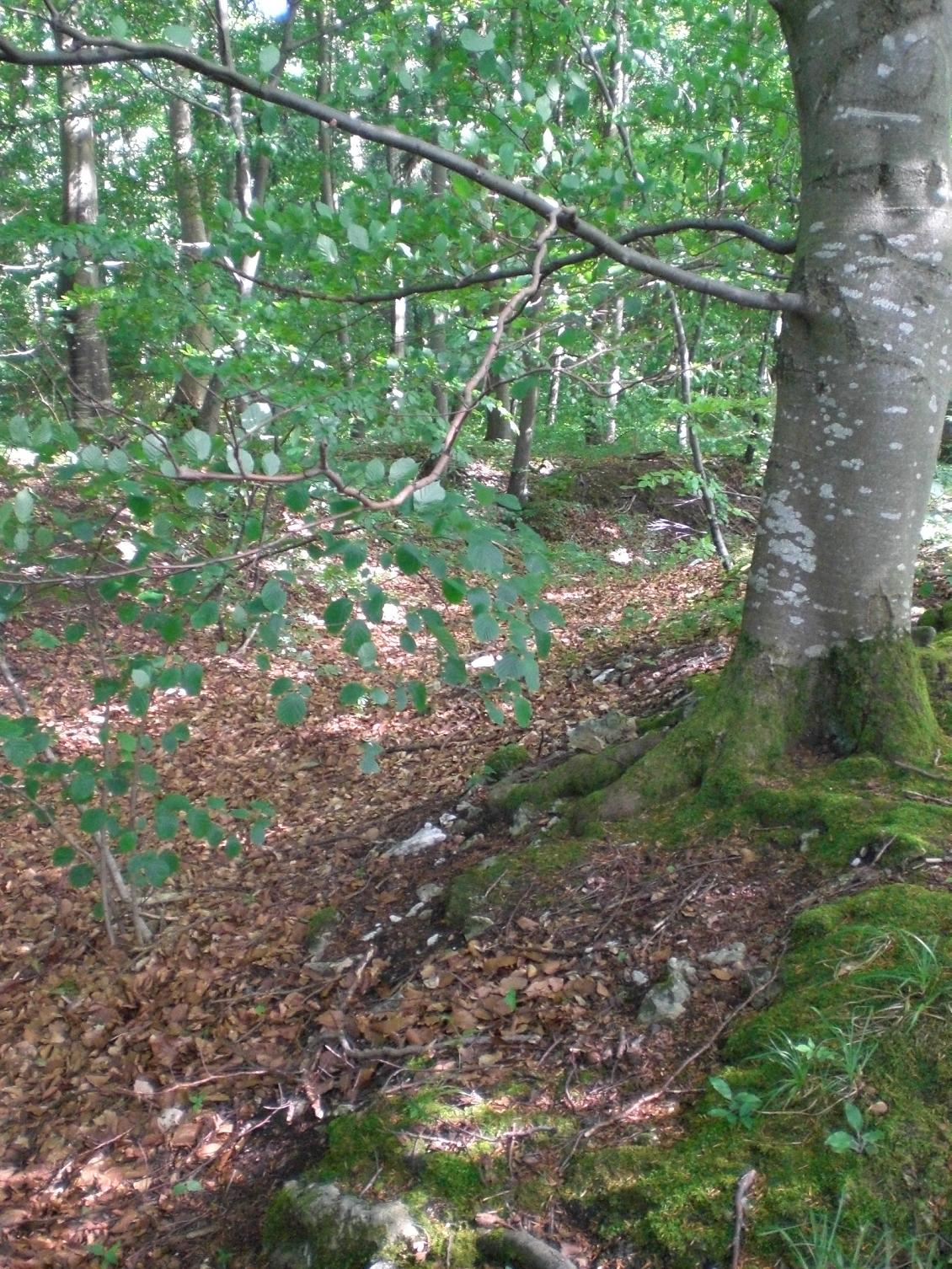
Erhraben der Ruine Stahleck